# زينب كانكوند
زينب كانكوند (بالتركية: Zeynep Kankonde)‏ (وُلدت في عام 1980) هي ممثلة تركية تخرجت من معهد الدولة في جامعة أسكي شهير الأناضول. عملت مدرسةً في مركز مجدات جيزين للفنون وإكول دراما. ظهرت في العديد من الإعلانات التجارية والمسلسلات التلفزيونية. ومن أهم اعمالها الناجحة البعد الخامس، ورود الخريف، واثنين من ذوي الياقات البيضاء إسماعيل، مفقود، أولان إسطنبول، نجمة الشمال، المبلغ، شاركت في المسلسلات الكوميدية والأسرية والعروس الجديدة.